# Піта сангізька
Піта сангізька (Erythropitta caeruleitorques) — вид горобцеподібних птахів родини пітових (Pittidae). Раніше вважався підвидом піти червоночеревої (Erythropitta erythrogaster).

## Поширення
Ендемік індонезійського острова Сангір з архіпелагу Сангіхе, що розташований біля північно-східного узбережжя Сулавесі. Поширений на західних схилах стратовулкана Аву і навколо кратера вулкана Сагендаруман на півдні острова. Природним середовищем існування є субтропічні або тропічні вологі низинні ліси. За оцінками, загальна чисельність виду не перевищує 200 птахів.